# Gian Maria Varanini
Gian Maria Varanini (Pisa, 2 maggio 1950) è un medievista italiano.

## Biografia
Dopo aver frequentato le scuole superiori di Pisa e Verona, Gian Maria Varanini ha studiato lettere laureandosi presso l'Università di Padova nel 1972. La sua tesi sul Risorgimento ha affrontato la carriera politica del patriota siciliano Giuseppe La Masa.
Dopo il servizio militare, dal 1974 al 1976, ha insegnato filosofia e storia nelle scuole superiori. Fino al 1988 è stato ricercatore di storia medievale presso la Facoltà di Lettere e Filosofia dell'Università di Padova, mentre dal 1988 al 2002 ha insegnato storia medievale presso l'Università di Trento, dal 1997 come professore ordinario, oltre che paleografia e diplomatica (1989–1992) e archeologia medievale (1998–2001). Dal 2002, Varanini insegna storia medievale presso l'Università di Verona.
È stato membro di numerose commissioni di dottorato in diverse università italiane e alla Sorbona di Parigi. Gian Maria Varanini è direttore della sezione Medioevo del Dizionario biografico degli Italiani e membro dell'Istituto veneto di scienze, lettere ed arti, della Deputazione di Storia Patria per le Venezie, dell'Accademia di agricoltura scienze e lettere di Verona e socio corrispondente dell'Accademia Roveretana degli Agiati e dell'Accademia dei Concordi.
Nel suo campo di lavoro, Gian Maria Varanini è particolarmente attivo nelle sotto-discipline della storia politica, della storia sociale ed economica e della storia della Chiesa. Il suo lavoro si è concentrato sul Veneto, soprattutto all'inizio della sua carriera accademica. È anche capo di diversi progetti scientifici.

## Pubblicazioni
Gian Maria Varanini è autore di oltre 600 articoli pubblicati sia a livello nazionale che internazionale. Nei paesi di lingua tedesca i suoi lavori sono stati pubblicati presso il Max-Planck-Institut für Geschichte di Gottinga e presso la Universitätsverlag Wagner di Innsbruck.